# Elecciones al Senado de Argentina de 1865
Las Elecciones al Senado de la Nación Argentina de 1865 fueron realizadas a lo largo del mencionado año por las Legislaturas de las respectivas provincias para renovar 9 de las 28 bancas del Senado de la Nación.

## Cargos a elegir
| Provincia           | Senado    | Senado    |
| Provincia           | Senadores | A renovar |
| ------------------- | --------- | --------- |
| Buenos Aires        | 2         | 1         |
| Catamarca           | 2         | 1         |
| Córdoba             | 2         | 1         |
| Corrientes          | 2         | —         |
| Entre Ríos          | 2         | —         |
| Jujuy               | 2         | —         |
| La Rioja            | 2         | —         |
| Mendoza             | 2         | 1         |
| Salta               | 2         | —         |
| San Juan            | 2         | —         |
| San Luis            | 2         | 2         |
| Santa Fe            | 2         | 1         |
| Santiago del Estero | 2         | 1         |
| Tucumán             | 2         | 1         |
| Total               | 28        | 9         |

## Resultados por provincia
| Provincia           | Senador electo            |
| ------------------- | ------------------------- |
| Buenos Aires        | Félix Frías               |
| Catamarca           | José Luis Lobo            |
| Córdoba             | José Alejo Román          |
| Mendoza             | Eusebio Blanco            |
| San Luis            | Juan Llerena              |
| San Luis            | Mauricio Daract           |
| Santa Fe            | Joaquín Granel            |
| Santiago del Estero | Juan Francisco Borges (h) |
| Tucumán             | Uladislao Frías           |

1. ↑  Renunció el 1 de junio de 1868, lo reemplaza Bartolomé Mitre el 11 de mayo de 1869.
2. ↑  Desde el 23 de mayo de 1868.
3. ↑  Renunció el 6 de diciembre de 1869, lo reemplaza Benjamín Villafañe el 17 de mayo de 1870.